# Bernardo Gago
Bernardo Gago fue un político y sindicalista argentino, que se desempeñó como Intendente de la Ciudad de Buenos Aires designado por el presidente Juan Domingo Perón. Se desempeñó entre 1954 y 1955, siendo su mandato interrumpido por el la autoproclamada Revolución Libertadora. Previamente se había desempeñado como diputado nacional, representando a la provincia de Buenos Aires, por el Partido Peronista. Además, por voto popular, fue electo intendente de Lanús (en ese entonces llamada 4 de junio). Como intendente de la Ciudad de Buenos Aires, emplazó en cercanías del Aeroparque Jorge Newbery, el Monumento a Jean Mermoz y sus Compañeros en 1954.

## Biografía
Gago, descendiente de españoles, dio sus primeros pasos dentro del sindicato La Bancaria, ya que era empleado del Nuevo Banco Italiano. En la década de 1930, alcanzó diversos cargos de relevancia en su gremio entre los que se encuentran el de vicepresidente, como también el de secretario general en distintos períodos. Uno de sus logros fue lograr un convenio colectivo que permitió que los trabajadores bancarios pudiesen trabajar en horario corrido. Fue organizador del primer congreso bancario del país.
Para la década de 1940, adhirió al peronismo y fue ocupando diversos cargos, como directivo de la Caja Nacional de Previsión de los Empleados Bancarios. Por otra parte, dentro del Banco Central fue uno de los asesores acerca de la redacción y regulación de las leyes relativas al personal de bancos, como la ley ley 12.637. En 1948 fue electo como el primer intendente del partido 4 de junio (actual partido de Lanús), desempeñándose como tal hasta 1952. Posteriormente, fue electo diputado nacional por la provincia de Buenos Aires cargo que desempeñó entre el 25 de abril de 1952, al cual renunció el 26 de octubre de 1954, cuando Juan Domingo Perón lo designa como intendente de Buenos Aires en ese día. Su gestión se vio interrumpida por el golpe militar que derrocó a Perón el 23 de septiembre de 1955, conocido como Revolución Libertadora.
En su breve gestión como intendente de Buenos Aires se destaca la creación de juntas vecinales y comisión de fomento, pero la más significativa fue la obra de urbanización de Caminito en el barrio de La Boca, que en su gestión fue abierta como calle. Gago fue el primer intendente de Buenos Aires en pensar en dividir administrativamente, con fines de organización partidaria y política, a la ciudad constituyéndola internamente en 44 barrios. La idea surgió como una forma de organizar de manera activa al peronismo dentro un electorado que normalmente le era adverso.